# Mart van de Gevel
Mart van de Gevel (Eindhoven, 20 november 1989) is een Nederlands voetballer die speelt voor VV UNA. Voorheen speelde hij voor Helmond Sport.

## Carrière
Van de Gevel speelde het grootste gedeelte van zijn jeugd bij RKSV Nuenen. In het seizoen 2006/2007 mocht hij daar in het eerste elftal debuteren, dat destijds werd geleid door Jan Poortvliet. Toen Poortvliet in 2007/2008 hoofdtrainer werd bij Helmond Sport, besloot hij Van de Gevel mee te nemen.

### Helmond Sport
Aanvankelijk begon hij in de A1 van Helmond Sport. Op 11 januari 2008 mocht hij voor Helmond Sport zijn debuut maken tegen ADO Den Haag, waarna hij aan de selectie van het eerste elftal werd toegevoegd. Aan het begin van het seizoen 2008/2009 zette hij zijn handtekening onder een contract dat hem tot medio 2011 aan Helmond Sport verbond.
In de zomer van 2010 besloot Van de Gevel, na overleg met Helmond Sport, zijn contract te laten ontbinden en terug te keren naar RKSV Nuenen.

### RKSV Nuenen
Met Nuenen werd Van de Gevel bij afloop van het seizoen 2010/11 kampioen in de Eerste klasse C. Tijdens het seizoen 2013/14 maakte hij dertien doelpunten in de Hoofdklasse, maar dat kon Nuenen niet voor degradatie behoeden. In de Eerste Klasse kent Van de Gevel vervolgens een productief seizoen 2014/15 met 27 doelpunten in 26 wedstrijden.

### VV UNA
Voor het seizoen 2015/16 maakte Mart van de Gevel de overstap naar VV UNA, maar besloot vervolgens op wereldreis te gaan. Van de Gevel speelde vijf competitiewedstrijden waarin hij 4 doelpunten maakte voor UNA, alvorens hij vertrok. Tussen oktober en december 2015 speelde hij enkele wedstrijden bij Aloha Amazon, een club op Hawaï dat uitkomt in de Division I. Hier maakte hij als passant ook twee competitiedoelpunten.
Voor het seizoen 2016/17 sluit Van de Gevel zich weer aan bij de selectie van VV UNA. Tijdens de eerste drie duels wist hij vier treffers te maken. Aan het einde van het seizoen degradeerde UNA naar de Derde divisie, nadat de club in de Play-offs tegen degradatie verloor.
Hij werd topscorer van de zondagafdeling Derde divisie 2017/18. Vanaf het seizoen 2021/22 komt hij uit voor FC Wezel Sport.

## Statistieken
| Seizoen         | Club            | Competitie      | Competitie | Competitie | Beker | Beker | Internationaal | Internationaal | Totaal | Totaal |
| Seizoen         | Club            | Competitie      | Wed.       | Dlp.       | Wed.  | Dlp.  | Wed.           | Dlp.           | Wed.   | Dlp.   |
| --------------- | --------------- | --------------- | ---------- | ---------- | ----- | ----- | -------------- | -------------- | ------ | ------ |
| 2007/08         | Helmond Sport   | Eerste divisie  | 2          | 0          | 0     | 0     | –              | –              | 2      | 0      |
| 2008/09         | Helmond Sport   | Eerste divisie  | 25         | 0          | 0     | 0     | –              | –              | 25     | 0      |
| 2009/10         | Helmond Sport   | Eerste divisie  | 3          | 0          | 0     | 0     | –              | –              | 3      | 0      |
| 2015/16         | VV UNA          | Topklasse       | 5          | 4          | 1     | 1     | –              | –              | 6      | 5      |
| 2016/17         | VV UNA          | Tweede divisie  | 34         | 15         | 3     | 3     | –              | –              | 37     | 18     |
| 2017/18         | VV UNA          | Derde divisie   | 31         | 27         | 1     | 1     | –              | –              | 32     | 28     |
| Carrière totaal | Carrière totaal | Carrière totaal | 100        | 46         | 5     | 5     | 0              | 0              | 105    | 51     |

Bijgewerkt t/m 22 augustus 2018.